# سقراط بیزانسی

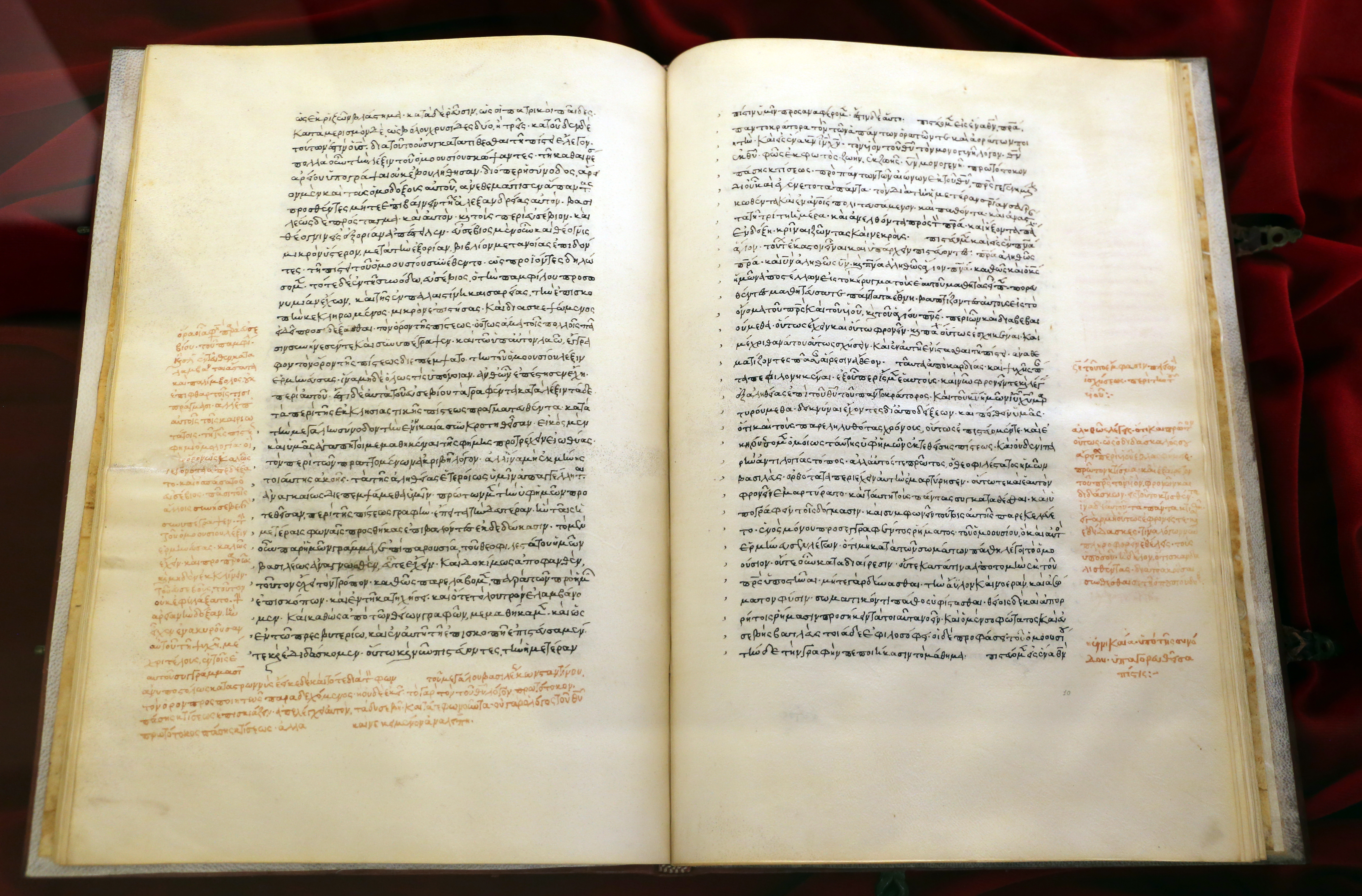
مرتبط

سقراط کنستانتینی یا سقراط اسکولاستکوس (به انگلیسی: Socrates of Constantinople، Socrates Scholasticus) (به یونانی: Σωκράτης ὁ Σχολαστικός) (متولد ۳۸۰ م ؛ مرگ ۴۳۹ م) تاریخ‌نگار مسیحی قرن پنجم میلادی، معاصر با سوزومن و تئودورت بود.
او نویسنده کتاب «تاریخ کلیسا» (به لاتین: Historia Ecclesiastica) (به یونانی: Ἐκκλησιαστική Ἱστορία) که دوران ۳۰۵ تا ۴۳۹ میلادی (حدوداً تاریخ اواخر مسیحیت باستانی) را پوشش می‌داد.